# Galbulidae
Galbulidae este o familie de păsări tropicale. Numite „păsări strălucitoare” ele trăiesc în pădurile cu climă caldă umedă din America de Sud. Arealul lor de răspândire se întinde din sudul Mexicului, ajungând până în Paraguay și sudul Braziliei. Degetul intern și mijlociu al păsărilor sunt sudate (unite între ele) la bază. Speciei „Jacamaralcyn tridactyla” îi lipsește degetul posterior. Păsări strălucitoare au un penaj foarte frumos colorat ceace a atras și porecla lor de „colibri de pădure”. Ele stau tăcute nemișcate și pândesc situate la înălțime, insectele pe care le vânează, printre care se numără mai ales fluturii. Clocesc în găuri săpate în pantele munților ca și  familia bucconidaelor.

## Specii
- Galbalcyrhynchus leucotis
- Galbalcyrhynchus purusianus
- Brachygalba salmoni
- Brachygalba goeringi
- Brachygalba lugubris
- Brachygalba albogularis
- Jacamaralcyon tridactyla
- Galbula albirostris
- Galbula cyanicollis
- Galbula ruficauda
- Galbula galbula
- Galbula pastazae
- Galbula cyanescens
- Galbula tombacea
- Galbula chalcothorax
- Galbula leucogastra
- Galbula dea
- Jacamerops aureus